# Helmuth Möhwald
Helmuth Möhwald (* 19. Januar 1946 in Goldenöls; † 27. März 2018) war ein deutscher Physiker und Gründungsdirektor  des Potsdamer Max-Planck-Instituts für Kolloid- und Grenzflächenforschung. Seit 2014 war er emeritiert.

## Leben
Helmuth Möhwald war Physiker sowie Physikochemiker; er absolvierte Studium und Promotion an der Universität Göttingen. Danach habilitierte er sich bei Erich Sackmann an der Universität Ulm. Nach seinem Aufenthalt als Postdoktorand (1974/75) bei IBM San Jose wurde er wissenschaftlicher Assistent (1975–1978) an der Universität Ulm und wissenschaftlicher Mitarbeiter (1978–1981) bei Dornier System. Des Weiteren wurde er C3-Professor für Physik (1981–1987) an der TU München und C4-Professor für Physikalische Chemie (1987–1993) an der Universität Mainz.  
Von 1993 bis 2014 war Möhwald wissenschaftliches Mitglied und Direktor am Max-Planck-Institut für Kolloid- und Grenzflächenforschung in Potsdam. Mit seiner Emeritierung am 1. Februar 2014 wurde die Abteilung Grenzflächen geschlossen. Er war danach noch als Emeritus und Consultant der Abteilung Biomaterialien am Institut aktiv. Darüber hinaus war er Honorarprofessor an der Universität Potsdam (seit 1995), der Zhejiang-Universität in Hangzhou (seit 2001), der Fudan-Universität in Shanghai (seit 2004), der Soochow-Universität in Sozuou (seit 2011) und der Chinesischen Akademie der Wissenschaften (2006). Seit 2011 war er Mitglied der Academia Europaea. Ferner war er Vorsitzender der Kolloid-Gesellschaft (2003–2007) und Präsident der European Colloid and Interface Society ECIS (2002–2003).

## Auszeichnungen (Auswahl)
Unter seinen Auszeichnungen befinden sich unter anderem der Preis für Physik der Deutschen Gesellschaft für Physik (1978), der Liesegang Preis (1998), die Mitgliedschaft in der Österreichischen Akademie der Wissenschaften, die Overbeek-Goldmedaille der European Colloid and Interface Society (2007), der Gay-Lussac-Humboldt-Preis (2007), die Ehrendoktorwürde der Universität Montpellier (2008), der Wolfgang-Ostwald-Preis (2009), der Langmuir Lectureship Award der American Chemical Society (2014) und der Elyuhar-Goldschmidt Award der Königlich Spanischen Gesellschaft für Chemie. Der „IACIS Lifetime Achievement Award 2018“ für seine Lebensleistung durch die Internationale Vereinigung der Kolloid- und Grenzflächenforscher (IACIS) konnte ihm auf der Jahrestagung in Rotterdam im Mai 2018 nur noch posthum verliehen werden.

## Forschungsinteressen
Zu seinen wissenschaftlichen Interessen zählten molekulare Grenzflächen, ultradünne Schichten, beschichtete Kolloide und Kapseln, Membranen und nanostrukturierte und funktionale Grenzflächen.